# Mitja Brulc
Mitja Brulc, slovenski nogometaš, * 7. december 1979, Novo mesto.

## Klubska kariera
Kariero je Brulc začel pri domačem klubu, NK Elan, od koder je nato prestopil v mladinsko vrsto kluba NK Factor. Prvo profesionalno pogodbo je podpisal leta 1999 s klubom NK Dravograd, za katerega je igral eno sezono. Nato je prestopil v ND Gorica, s katerim je v sezoni 2000-01 osvojil slovenski nogometni pokal. Iz Nove Gorice se je po eni sezoni preselil v NK Celje, za katerega je postal eden ključnih igralcev in je z njim v sezoni 2002-03 postal podprvak Prve slovenske nogometne lige. 
Po treh uspešnih sezonah se je preselil na Norveško, kjer je podpisal pogodbo s klubom Molde FK. Od tam je sredi norveške sezone odšel nazaj v Celje. Zanj je odigral še dve uspešni sezoni, nato pa je za eno sezono odšel h klubu NK Maribor, od tam pa je leta 2008 prestopil v FC Koper.

## Dosežki

#### ND Gorica
- Slovenski nogometni pokal: 2001

#### NK Celje
- Prva slovenska nogometna liga: podprvak 2002-03

#### Molde FK
- Norveški nogometni pokal: 2004